# José Luis Sagi-Vela
José Luis Sagi-Vela Fernández-Pérez (nacido el 4 de octubre de 1944 en Madrid Comunidad de Madrid y fallecido el 20 de agosto de 1991 en la misma ciudad). fue un jugador de baloncesto español. Con 1.90 de estatura, su puesto natural en la cancha era el de alero. 

## Trayectoria deportiva
Fue alumno del Colegio Nuestra Señora de las Maravillas de Madrid, donde comenzó jugando al balonmano. De ahí, fue fichado por el Club Baloncesto Estudiantes para jugar al baloncesto. 
En el Estudiantes desarrolló casi toda su carrera profesional, convirtiéndose en uno de los mejores aleros de España. Lane le fichó para jugar en el KAS Bilbao, donde pasó varios años. Tras casarse en 1970 con Mª Jesús (Susi) y tener tres hijas (Marta, Elena y Susana), volvió a Madrid y terminó su carrera deportiva en su club de siempre, el Estudiantes.
En total, participó en quince campeonatos de la Liga española de baloncesto. Fue internacional con la selección de baloncesto de España, con la que disputó 88 partidos, participando en los Juegos Olímpicos de México 1968, y en la consecución de la histórica medalla de plata del Eurobasket de 1973, celebrado en Barcelona. En una entrevista realizada la semana anterior a su despedida, afirmaba que solo recordaba los momentos buenos, y que lo que más sentía era el no haber llegado a ser cien veces internacional.
Era el hermano mayor de los también baloncestistas profesionales Gonzalo y Alfonso Sagi-Vela. Fue sobrino del gran barítono Luis Sagi Vela.

Falleció víctima de una enfermedad a los 46 años de edad. En su memoria, y en el que fue su colegio de siempre, el Colegio Nuestra Señora de las Maravillas , se organiza cada año en el mes de junio el "Torneo de escuelas José Luis Sagi-Vela".